# Josef Kožela
Josef Kožela (18. března 1942 Uherský Ostroh – 18. srpna 2002) je bývalý český hokejový útočník. Po skončení aktivní kariéry působil v letech 1989–2002 jako vedoucí mužstva.

## Hokejová kariéra
Začínal v DSO Tatran Uherský Ostroh. V československé lize hrál za TJ Gottwaldov. Během povinné vojenské služby hrál za VTJ Dukla Litoměřice. Za Gottwaldov odehrál 9 ligových sezón, nastoupil ve 267 ligových utkáních, dal 76 gólů a měl 56 asistencí. Byl i kapitánem týmu. Po skončení ligové kariéry hrál za TJ Prostějov.

## Klubové statistiky
| Sezona    | Klub                 | Soutěž  | Základní část | Základní část | Základní část | Základní část | Základní část |
| Sezona    | Klub                 | Soutěž  | Z             | G             | A             | B             | TM            |
| --------- | -------------------- | ------- | ------------- | ------------- | ------------- | ------------- | ------------- |
| 1960/1961 | TJ Gottwaldov        | 1. liga | 23            | 1             | 3             | 4             | 8             |
| 1961/1962 | VTJ Dukla Litoměřice | 1. liga | -             | -             | -             | -             | -             |
| 1962/1963 | VTJ Dukla Litoměřice | 2. liga | -             | -             | -             | -             | -             |
| 1963/1964 | TJ Gottwaldov        | 1. liga | 30            | 9             | 6             | 15            | 26            |
| 1964/1965 | TJ Gottwaldov        | 1. liga | 30            | 7             | 9             | 16            | 54            |
| 1965/1966 | TJ Gottwaldov        | 1. liga | 22            | 4             | 5             | 9             | 6             |
| 1966/1967 | TJ Gottwaldov        | 1. liga | 30            | 12            | 1             | 13            | 30            |
| 1967/1968 | TJ Gottwaldov        | 1. liga | 32            | 11            | 6             | 17            | -             |
| 1968/1969 | TJ Gottwaldov        | 1. liga | 32            | 13            | 10            | 23            | -             |
| 1969/1970 | TJ Gottwaldov        | 1. liga | 36            | 11            | 8             | 19            | -             |
| 1970/1971 | TJ Gottwaldov        | 2. liga | -             | -             | -             | -             | -             |
| 1971/1972 | TJ Gottwaldov        | 1. liga | 32            | 8             | 8             | 16            | -             |
| 1972/1973 | TJ Gottwaldov        | 2. liga | -             | -             | -             | -             | -             |
| 1973/1974 | TJ Gottwaldov        | 2. liga | -             | -             | -             | -             | -             |